# ホレイショ・ライト
ホレイショ・ガバヌーア・ライト（英: Horatio Gouverneur Wright、1820年3月6日-1899年7月2日）は、南北戦争の時の北軍で工兵技師および将軍である。終戦後多くの土木工事に関わり、ブルックリン橋やワシントン記念塔を完成させ、アメリカ陸軍工兵司令部では技師長を務めた。

## 初期の経歴
ライトはコネチカット州クリントンで、エドワードとナンシー・ライト夫妻の息子として生まれた。14歳のときにバーモント州のアルデン・パートリッジ士官学校（現在のノーウィッチ大学）に入学した。1837年に陸軍士官学校に入り、1841年にそこを52人の同期士官候補生のうち2番目の成績で卒業し、工兵技師に任官された。その後の数年間ウェストポイントで土木工学とフランス語を教えた。1846年にフロリダ州に派遣され、セントオーガスティン港とキーウェストの防御工事に関わり10年間を過ごした。1855年、大尉に昇進し、翌年、技師長ジョセフ・G・トットン大佐の副官を務めた。この期間に、艦砲製造のための鉄製台車や15インチ砲の仕様を研究する軍事委員会の委員に指名された。この時の経験を元に後に『防御用鉄の製造に関する報告書』を共同出版した（1871年から1872年に出版）。

## 南北戦争での従軍
南北戦争が始まると、ライトは1861年4月20日に、ゴスポート海軍基地（後にノーフォーク海軍造船所と改名）が南軍に利用されることを妨げるためにその撤退と破壊に加わった。この作業中に捕虜になったが、4日後には釈放された。
ライトは首都ワシントンD.C.周辺の要塞化を始め、その後サミュエル・P・ハインツェルマン少将の北東バージニア軍管区第3師団に配属された。1861年7月1日の第一次ブルランの戦いでは第3師団の技師長を務め、8月には少佐に昇進した。翌月には志願兵の准将に昇進し、11月のトマス・W・シャーマン少将によるポートロイヤル遠征にはその技師長に任命された。1862年2月から6月まで、ジャクソンビル、セントオーガスティンその他フロリダ海岸の軍事目標に対する作戦で功績を上げ、8月には志願兵の少将に指名されてオハイオ軍管区指揮官となり、1863年3月には新しく創られたオハイオ軍指揮官となった。1862年に南軍ブラクストン・ブラッグ将軍がケンタッキー州に侵攻したときは、その撃退のために重要な兵站を担った。ライトの少将昇進はアメリカ合衆国上院で確認されることなく、1863年3月には取り消された。准将としてのライトは軍指揮官として適格とは考えられず、アンブローズ・バーンサイドが派遣されて指揮を交代した。バーンサイドの下についたライトは短期間西ケンタッキー地区軍指揮官として留まった後で、東部に戻った。

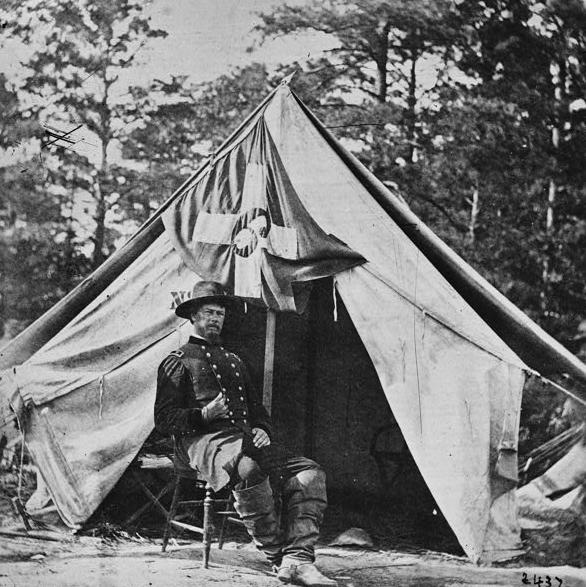
テントの前のライト将軍

1863年5月、ライトはジョン・セジウィック少将が指揮するポトマック軍第6軍団の第1師団指揮を任された。この師団指揮官として最初の戦闘が7月のゲティスバーグの戦いだったが、その師団が属する軍団は予備隊とされた。その軍団は11月のマイン・ラン方面作戦、1864年5月5日から6日の荒野の戦いに参戦した。5月9日のスポットシルバニア・コートハウスの戦いでセジウィック将軍が戦死した後、ライトが第6軍団の指揮を執り、志願兵の少将に昇進し（今回は上院も確認した）、1864年5月12日には正規軍の名誉大佐となった。
ライトの軍団は1864年6月3日から12日のコールドハーバーの戦いに参戦した。1864年のバレー方面作戦ではワシントンD.C.に派遣され、第6、第8および第19軍団からなるワシントン緊急防衛軍を指揮して、南軍ジュバル・アーリー中将の7月11日と12日の首都襲撃に対して防衛した。スティーブンス砦の戦いの時に、敵の砲火に曝されている胸壁にエイブラハム・リンカーン大統領を招いて悪評を受けた（若い中尉だったオリバー・ウェンデル・ホームズ・ジュニアが遮蔽の下に大統領を誘導するように呼びかけたと言われている）。
ライトは、8月6日から10月16日に掛けて行われたフィリップ・シェリダン少将のバレー方面作戦では再び第6軍団を指揮した。10月19日のシーダークリークの戦いではシェリダン将軍が到着するまで全軍を指揮した。
ピーターズバーグ包囲戦では、1865年4月2日に第6軍団が南軍の防衛線を破る最初の部隊になった。その後シェリダンの指揮の下に動き、4月6日のセイラーズクリークの戦いで南軍を破り、リチャード・イーウェル中将を含み多くの南軍兵を捕虜にした。ピーターズバーグでの戦功に対して、正規軍の少将に名誉昇進した。

## 戦後

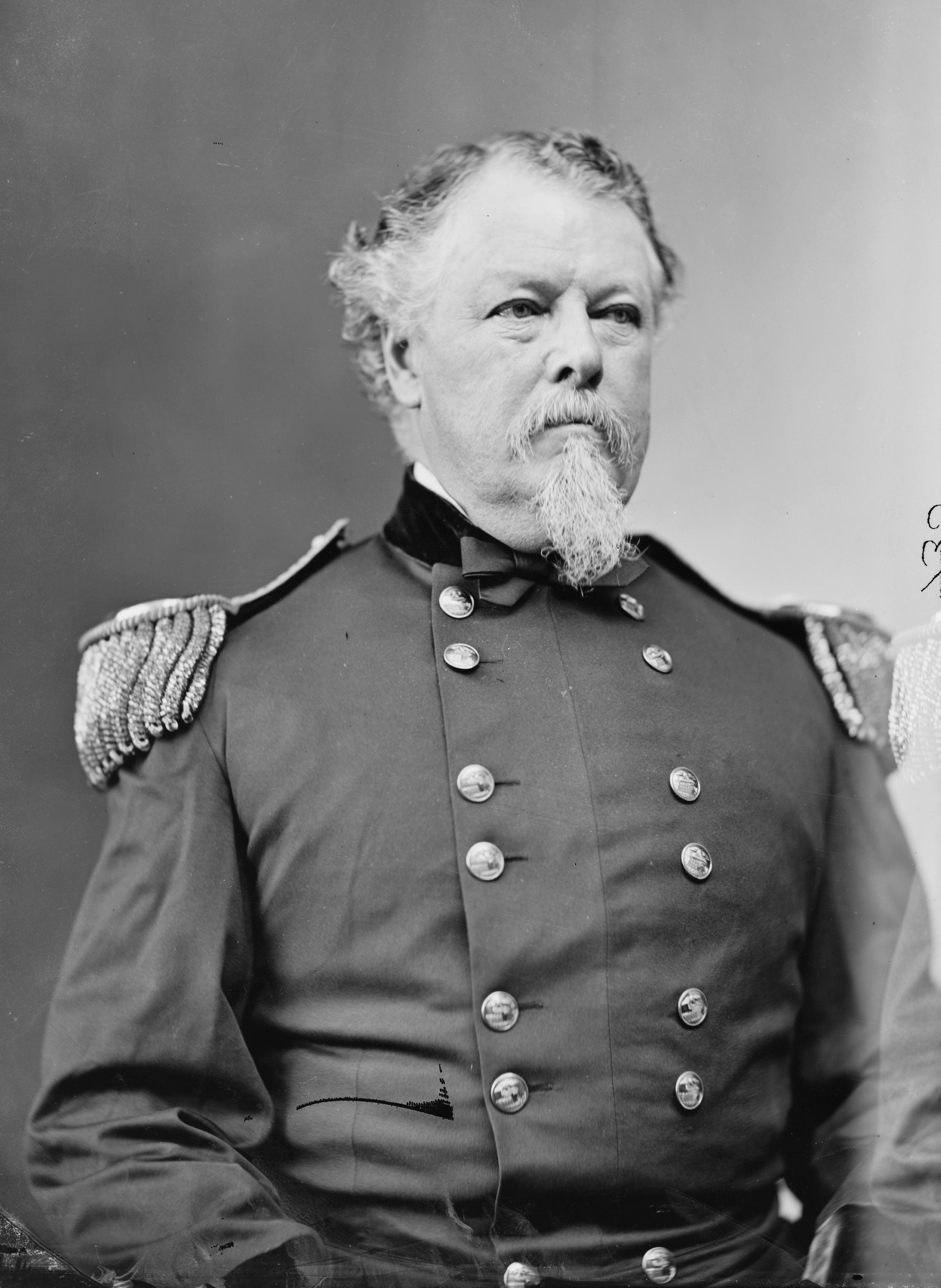
晩年のライト将軍

レコンストラクション時代、ライトは1865年7月から1866年8月までテキサス軍を指揮した。11月には工兵の中佐となり、1866年9月に志願兵従軍を離れた。ライトはブルックリン橋やワシントン記念塔の完成を含み多くの土木工事プロジェクトに関わった。1879年3月に大佐に昇進し、1879年6月には准将としてアメリカ陸軍工兵司令部の技師長に指名された。1884年3月6日にその階級で退役し、1899年のその死までワシントンD.C.に住んだ。ライトはアーリントン国立墓地の第6軍団古参兵によって建てられたオベリスクの下に埋葬されており、自分が完成させたワシントン記念塔に向き合っている。
ケンタッキー州フォートライト市はライトに因んで名付けられた。ここにある砦は土盛り構造であり、ライトがオハイオ軍管区を指揮しているときの1862年夏に南軍のケンタッキー侵攻に対して計画されたものだった。この砦は1863年に完工した。
ニューヨーク州フィッシャーズ島西端のH・G・ライト砦もライトに因んで名付けられた。